# Coton Sport Garoua
Coton Sport Garoua este un club de fotbal din Garoua, Camerun. Își joacă meciurile de acasă pe Stade Omnisport de Garoua. În 2008 au fost finaliști ai Ligii Campionilor CAF.

## Palmares

### Domestic
- Elite One
  - Locul I(15): 1997, 1998, 2001, 2003, 2004, 2005, 2006, 2007, 2008, 2010, 2011, 2013, 2014, 2015, 2018.
  - Locul II (5): 1994, 1996, 1999, 2000, 2002
- Cupa Camerunului
  - Locul I(4): 2003, 2004, 2007, 2008
  - Locul II (1): 1999
- Supercupa Roger Milla
  - Locul II (1): 2001

### Internațional
- Liga Campionilor CAF
  - Locul II (1): 2008
- Cupa CAF
  - Locul II (1): 2003

## Performanțe în competițiile continentale
- Liga Campionilor CAF: 6 participări
- Cupa Confederațiilor CAF: 4 participări
- Cupa CAF: 5 participări

## Jucători notabili
| - Halidou Douva Abdou - Nicolas Alnoudji - Joël Moïse Babanda - Gustave Bahoken - Clement Bayeme - Gustave Bebbe - Henri Belle - Gautier Bello - Francois Beyokol - Makadji Boukar - Hugues Da - Dzon Delarge - James Bienvenue D. Djoayang - Albert Bodjongo Ebosse Dika - Blaise Essome - Ernest Etchi - Alim Hamdana - Souleymanou Hamidou - Mohammadou Idrissou - Daniel Ngom Kome - Gerard Atsafack Ledoux | - Romaric Teddy Athanase Lignanzi - Youssoufa Maikano - Jean Makoun - Aka Adek Mba - Ngamnmoé - Franchard Tresor Miete - Arnaud Monkam - Stéphane Kingue Mpondo - Moussa Nassourou - André Ndame Ndame - Joseph Ndo - Golopo Nemba - Pierre Gabin Njewel Njewel - Valery Noufor - Haman Sadjo - Alioum Saidou - Edgard Sali - Orock Tabot - Souman Tahirou - Guy Toindouba - Jacques Zoua | - Armand Djerabe - Wilfried Urbain Elvis Endzanga - Lewis Weeks - Noel Djondang - Daouda Kamilou - Lassina Abdoul Karim - Abdoul-Moussa Konaté - Fankele Traore - Joseph Atang Thompson - Brahim Al Hadj - Salif Keita - Pape Ndaw - Bamba Thiam |

## Atrenori notabili
- Denis Lavagne (2006-2008 & 2009-present)
- Alain Ouombleon (2007-2009)

## Președinte
- 1986 - 1987 : Madala Camille
- 1987 - 1989 : Emmanuel Din
- 1989 - 1992 : Pierre Kaptene
- 1992 - 1999 : Gilbert Maina
- 1999 - 2001 : Gabriel Mbairobe
- 2001 - : Pierre Kaptene

## Sponsor
- SODECOTON
- SAGA Cameroun
- MTN
- ADER
- Activa Assurances
- Assureurs Conseils Camerounais
- Manu Cycle
- SHO TRACTRAFRIC
- GETMA